# مؤسسة الرسالة
مؤسسة الرسالة دار نشر عربية سوريَّة، أسَّسها في بيروت الناشر الدمشقي رضوان دعبول، سنة 1389هـ/ 1970م.
اشتَهَرت بإخراجها مئات المجلَّدات من التراث العربي والإسلامي من كتب أهل السنة والجماعة المحققة تحقيقًا علميًّا رصينًا. وعُرفت بمكتبها لتحقيق التراث في دمشق وعمَّان الذي أشرف عليه الشيخ المحدِّث شعيب الأرنؤوط، وتخرَّج فيه جماعة من الباحثين باتوا من كبار المحققين، من أمثال: محمد نعيم العرقسوسي، وإبراهيم الزيبق، وعادل مرشد.
وقد تفرَّع عن مؤسسة الرسالة داران للنشر هما:

شعار مؤسسة الرسالة ناشرون

شعار دار الرسالة العالمية

- مؤسسة الرسالة ناشرون، بإدارة مروان بن رضوان دعبول.[3]
- ومؤسسة الرسالة العالمية، بإدارة معاذ بن رضوان دعبول، وإقبال بن رضوان دعبول.[4]

## أشهر كتبها
ومن أشهر الكتب التي أخرجتها الدار:
- زاد المَعاد في هدي خير العباد، لابن قيِّم الجوزية، بتحقيق شعيب الأرنؤوط وعبد القادر الأرناؤوط، وفهرسة محمد أديب الجادر، في 5 مجلدات.
- سير أعلام النبلاء، للحافظ الذهبي، بإشراف شعيب الأرنؤوط، في 25 مجلدًا.
- تهذيب الكمال في أسماء الرجال، للحافظ المِزِّي، بتحقيق بشار عوَّاد معروف، في 35 مجلدًا.
- الكامل في اللغة والأدب، للمبرِّد، بتحقيق محمد أحمد الدالي، في 4 مجلدات.
- توضيح المشتبه في ضبط أسماء الرواة وأنسابهم وألقابهم وكُناهم، لابن ناصر الدين الدمشقي، بتحقيق محمد نعيم العرقسوسي، في 10 مجلدات.
- المفصَّل في أحكام المرأة والبيت المسلم في الشريعة الإسلامية، لعبد الكريم زيدان، في 11 مجلدًا.
- صحيح ابن حبان، بترتيب ابن بَلْبَان، بتحقيق شعيب الأرنؤوط، في 18 مجلدًا.
- شرح مشكل الآثار، للطحاوي، بتحقيق شعيب الأرنؤوط، في 16 مجلدًا.
- مسند الإمام أحمد بن حنبل، بتحقيق فريق من الباحثين بإشراف الشيخ شعيب الأرنؤوط وكبار طلابه، في 50 مجلدًا.
- الروضتين في أخبار الدولتين، لأبي شامة المقدسي، بتحقيق إبراهيم الزيبق، في 4 مجلدات.
- موسوعة القواعد الفقهية، للدكتور محمد صدقي البورنو، في 13 مجلدًا.
- فضلًا عن عشرات المجلدات في الفقه الحنبلي، وفي التفسير، بتحقيق فريق من الباحثين في مكتب التحقيق بمؤسسة الرسالة وإشراف عبد الله بن عبد المحسن التركي.

## الثناء عليها
أشاد العلامة محمود الطناحي في معرض حديثه عن تاريخ نشر التراث في سوريا، بمؤسسة الرسالة، قائلًا: «ومن دُور النشر الخاصَّة في سوريا مؤسسة الرسالة، وقد نشرت نصوصًا كثيرة، ومن أنفس ما باشرت طبعَه كتاب "سير أعلام النبلاء" للحافظ الذهبي، وتحقيقُ الكتاب وإخراجه جيد جدًّا، يليق حقًّا بمكانة الكتاب ومكان صاحبه في المكتبة العربية... ويُشرف على تحقيق الكتاب ويُخرِّج أحاديثه الشيخ شعيب الأرنؤوط، وتصدَّرت الجزءَ الأول مقدمةٌ نفيسة عن الذهبي وكتابه، للصديق المحقق الدكتور بشار عوَّاد معروف البغدادي الكَرْخي. وقد استعان الشيخ شعيب على تحقيق الكتاب بمجموعة من المحققين، ذوي أسماءٍ جديدة في عالم التحقيق، ولكنهم كشفوا عن خبرة جيدة بفنِّ تحقيق النصوص، وإدراك خَباياه».

## الملاحظات
1. ↑  مؤسسة الرسالة دار نشر سوريَّة، فصاحبها سوري، والعاملون فيها سوريون، والباحثون في مكتب تحقيق التراث فيها بدمشق سوريون، ومكتب إدارتها وصالة عرضها في دمشق، ولكنَّ ترخيصها من بيروت.